# Cornutia obovata
Espèce
Statut de conservation UICN

 CR D : 
En danger critique
Cornutia obovata est une espèce de plantes à fleurs de la famille des Lamiaceae, autrefois considéré comme un membre de la famille des Verbenaceae. C'est un arbre rare endémique aux pentes boisées de Porto Rico, où il est connu sous les noms de capa jigüerilla, nigua, et de palo de nigua. Quand il a été ajouté à la liste des espèces menacées aux États-Unis en 1988 il n'y avait que sept individus connus à l'état sauvage. En 1998, il y en avait huit. Ils sont éparpillés dans les forêts montagneuses de l'île.
Il s'agit d'un arbre à feuillage persistant qui peut atteindre 10 mètres de hauteur au maximum et 15 centimètres de diamètre. Les feuilles sont opposées, de forme ovale et velues sur la face inférieure. Il porte des grappes de fleurs tubulaires pourpre.
L'arbre pousse dans le calcaire et la serpentine. D'autres plantes associées à l'arbre comprennent Daphnopsis philippiana, Dendropanax laurifolius, Guettarda ovalifolia et Miconia sintenisii. Le nectar des fleurs des spécimens cultivés est récolté par la fourmi Camponotus abdominalis var. floridanus.
Cet arbre est rare depuis que des données ont été recueillies sur lui, ce qui est une raison de le considérer en danger d'extinction. Bien que l'espèce puisse disparaitre par un seul événement grave, il est plus probable qu'elle va lentement aller vers l'extinction, les individus vivants quelques mourant les uns après les autres. Une autre menace est la déforestation autorisée de nombreux arbres et autres plantes de la montagne de Porto Rico. Cette espèce a été délibérément abattue. L'arbre se propage dans le jardin botanique tropical de Fairchild, à Coral Gables, en Floride. 